# Bernhard Keil
Bernhard Keil (* 21. Januar 1992 in Amberg) ist ein deutscher Eishockeyspieler, der seit Dezember 2017 beim ERSC Amberg in der Eishockey-Landesliga Bayern spielt.

## Karriere

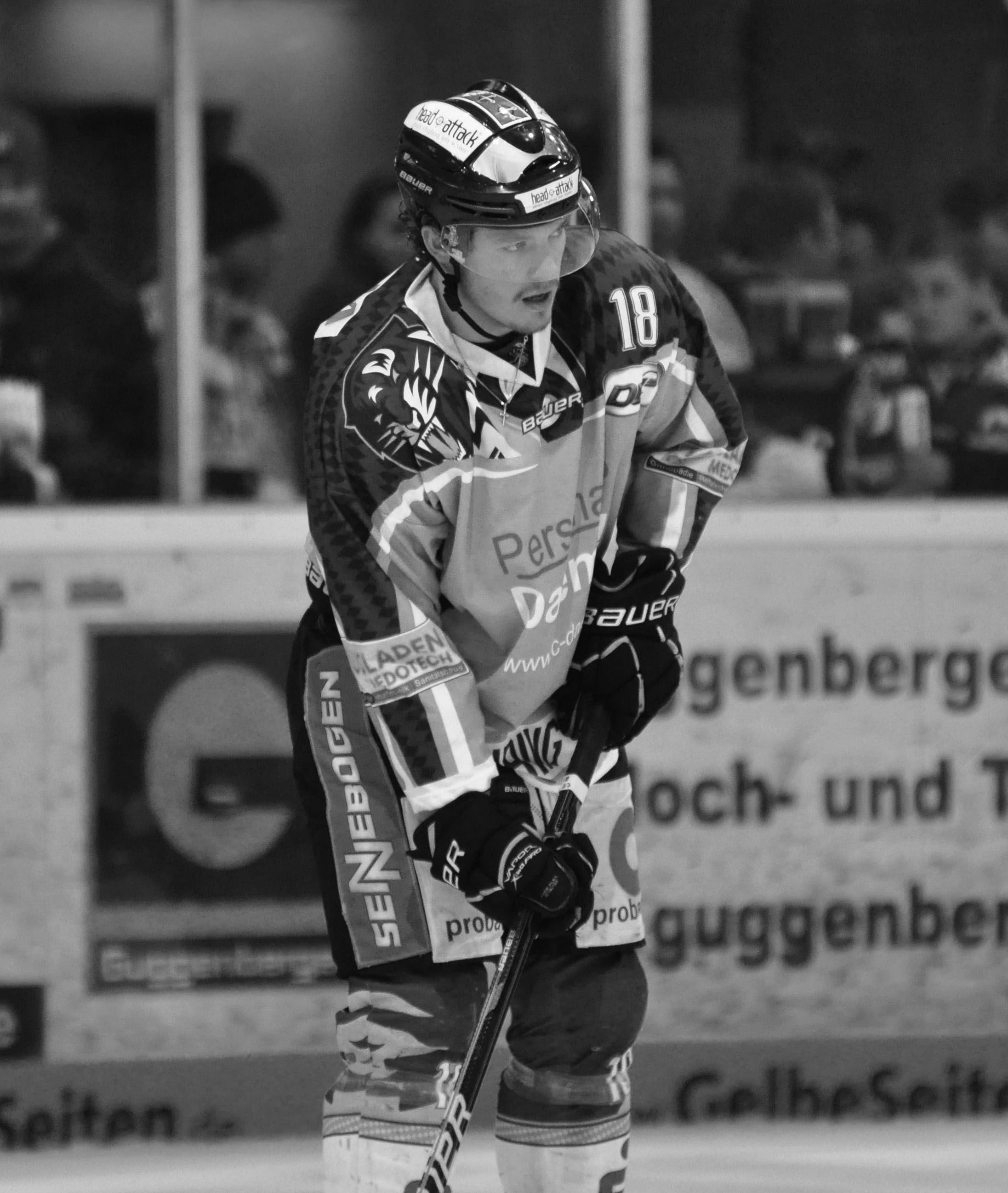
Keil im Trikot der Straubing Tigers (2012).

Bernhard Keil begann in seiner Heimatstadt Amberg mit dem Eishockeyspielen. Als Jugendlicher kam er zum EV Regensburg, für den er in der Schüler- und Jugendmannschaft aktiv war. Im Dezember 2007 wechselte Keil zu den Jungadlern Mannheim und spielte fortan in der DNL. Mit den Jungadlern wurde der Stürmer 2009 und 2010 deutscher Nachwuchs-Meister, in der Saison 2009/10 war er mit 34 Toren und 57 Assists Topscorer der Liga. In dieser Spielzeit wurde Keil erstmals in der Zweitligamannschaft eingesetzt und absolvierte drei Spiele für die Heilbronner Falken. Im April 2010 unterschrieb der Rechtsschütze einen Zweijahresvertrag bei der DEL-Mannschaft Straubing Tigers, welche allerdings eine Ausstiegsklausel im Falle eines Draft-Pick beinhaltete. Diese Option zog Keil, nachdem er beim CHL Import Draft von den Kamloops Blazers aus der WHL an 22. Stelle gezogen wurde.
Nach einem Jahr in Kanada kehrte Keil nach Deutschland zurück. Da der Vertrag mit Straubing nicht aufgelöst worden war, stand er in der Saison 2011/12 im Kader der Niederbayern. Zusätzlich erhielt er eine Förderlizenz für den EV Regensburg, für den er in der Oberliga Süd spielberechtigt war. Am 19. Januar 2012 gaben die Straubing Tigers bekannt, dass sie eine vereinsseitige Option auf Vertragsverlängerung ziehen würden, wodurch sich der Vertrag Keils bis zum Ende der Saison 2012/13 verlängerte. In seiner ersten Saison in Straubing bestritt er 55 Spiele, in denen er zehn Scorerpunkte erreichte. Sein Vertrag bei den Straubing Tigers wurde am 18. Oktober 2012 um zwei weitere Jahre bis 2015 verlängert. Die Saison 2013/14 begann der Stürmer zunächst bei den Tigers, mit einer Förderlizenz stand er zusätzlich im Zweitligakader des ESV Kaufbeuren. Im November 2013 verließ Keil jedoch Straubing und wechselte zum Ligakonkurrenten EHC Red Bull München. Am 9. Mai 2014 gaben die Schwenninger Wild Wings die Verpflichtung des gebürtigen Oberpfälzers bekannt. Am Ende der Saison wurde sein Vertrag jedoch nicht verlängert und er wechselte in die DEL2 zu den Eispiraten Crimmitschau. Dort gehörte er zunächst zu den Leistungsträgern, hatte aber immer wieder mit gesundheitlichen Problemen zu kämpfen. Daher entschloss er sich im November 2017, seine Profikarriere zu beenden. Er plant, im Amateurbereich beim ERSC Amberg zu spielen und abzutrainieren.

## Erfolge und Auszeichnungen
- 2008 DNL-Meister mit den Jungadlern Mannheim
- 2009 DNL-Meister mit den Jungadlern Mannheim
- 2010 DNL-Meister mit den Jungadlern Mannheim
- 2012 Aufstieg in die Top-Division bei der U20-Junioren-Weltmeisterschaft der Division IA

## Karrierestatistik

### International
Vertrat Deutschland bei:
- World U-17 Hockey Challenge 2008
- World U-17 Hockey Challenge 2009
- U18-Junioren-Weltmeisterschaft der Division I 2010
- U20-Junioren-Weltmeisterschaft 2011
- U20-Junioren-Weltmeisterschaft der Division IA 2012

(Legende zur Spielerstatistik: Sp oder GP = absolvierte Spiele; T oder G = erzielte Tore; V oder A = erzielte Assists; Pkt oder Pts = erzielte Scorerpunkte; SM oder PIM = erhaltene Strafminuten; +/− = Plus/Minus-Bilanz; PP = erzielte Überzahltore; SH = erzielte Unterzahltore; GW = erzielte Siegtore; 1 Play-downs/Relegation; Kursiv: Statistik nicht vollständig)